# Bittersweet World
Pour les articles homonymes, voir Bittersweet.
 (mai 2017).
Si vous disposez d'ouvrages ou d'articles de référence ou si vous connaissez des sites web de qualité traitant du thème abordé ici, merci de compléter l'article en donnant les références utiles à sa vérifiabilité et en les liant à la section « Notes et références ».
Albums de Ashlee Simpson
I Am Me
(2005)
Singles
1. Outta My Head (Ay Ya Ya)
Sortie : 11 décembre 2007
2. Little Miss Obsessive
Sortie : 11 mars 2008

Bittersweet World est le troisième album de la chanteuse et auteure-compositrice-interprète pop rock américaine Ashlee Simpson, sorti le 19 avril 2008.

## Présentation
En 2007, Ashlee commence à enregistrer son troisième album intitulé Bittersweet World en collaboration avec Timbaland, Kenna et Chad Hugo (The Neptunes).
Elle décrit l'album comme ayant été très influencé par la musique des années 1980 - apportant quelques similitudes avec l'album I Am Me - tout en intégrant des éléments pop rock et déclare son intention de partir en tournée afin de promouvoir l'album.
Le président du label Geffen Records déclare en décembre 2006 que travailler sur le nouvel album d'Ashlee est "très difficile" à cause des critiques négatives de la part des médias mais qu'elle méritait d'être entendue.
L'album est publié pour la première fois en Australie le 19 avril 2008, avec une sortie aux États-Unis le 22 avril, et reçoit des critiques mitigées.
L'album débute à la 4e place du classement Billboard 200 aux États-Unis, avec des ventes estimées, pour la première semaine, à 47 000 exemplaires. Bittersweet World devient le premier album d'Ashlee à ne pas atteindre le sommet du classement, ainsi que ses ventes les plus faibles pour une première semaine d'exploitation.
Jusque 2009, l'album ne s'est ensuite vendu qu'à 126 000 exemplaires, en faisant le projet le moins fructueux à ce jour.
Le premier et principal single, sorti en décembre 2007, est Outta My Head (Ay Ya Ya), produit par Timbaland mais qui n'a pas de succès aux États-Unis, ne figurant pas dans le classement du Billboard Hot 100. Le deuxième single intitulé Little Miss Obsessive sort en mars 2008 et se place 96e de ce même classement.

## Liste des titres
Toutes les chansons sont écrites et composées par Ashlee Simpson.
| 1.    | Outta My Head (Ay Ya Ya) | 3:38 |
| 2.    | Boys                     | 3:32 |
| 3.    | Rule Breaker             | 3:21 |
| 4.    | No Time for Tears        | 3:38 |
| 5.    | Little Miss Obsessive    | 3:43 |
| 6.    | Ragdoll                  | 3:34 |
| 7.    | Bittersweet World        | 4:10 |
| 8.    | What I've Become         | 3:51 |
| 9.    | Hot Stuff                | 3:15 |
| 10.   | Murder                   | 4:02 |
| 11.   | Never Dream Alone        | 3:19 |
| 40:03 |                          |      |

| Titre bonus - Édition internationale | Titre bonus - Édition internationale | Titre bonus - Édition internationale | Titre bonus - Édition internationale | Titre bonus - Édition internationale | Titre bonus - Édition internationale | Titre bonus - Édition internationale | Titre bonus - Édition internationale | Titre bonus - Édition internationale | Titre bonus - Édition internationale |
| No                                   | Titre                                | Durée                                |                                      |                                      |                                      |                                      |                                      |                                      |                                      |
| ------------------------------------ | ------------------------------------ | ------------------------------------ | ------------------------------------ | ------------------------------------ | ------------------------------------ | ------------------------------------ | ------------------------------------ | ------------------------------------ | ------------------------------------ |
| 12.                                  | Invisible                            | 3:45                                 |                                      |                                      |                                      |                                      |                                      |                                      |                                      |
| 43:48                                |                                      |                                      |                                      |                                      |                                      |                                      |                                      |                                      |                                      |

| 12. | Invisible                              | 3:45 |
| 13. | Outta My Head (Ay Ya Ya) (DJ Am Remix) |      |

| Titres bonus - Édition Europe (19 mai 2008) | Titres bonus - Édition Europe (19 mai 2008) | Titres bonus - Édition Europe (19 mai 2008) | Titres bonus - Édition Europe (19 mai 2008) | Titres bonus - Édition Europe (19 mai 2008) | Titres bonus - Édition Europe (19 mai 2008) | Titres bonus - Édition Europe (19 mai 2008) | Titres bonus - Édition Europe (19 mai 2008) | Titres bonus - Édition Europe (19 mai 2008) | Titres bonus - Édition Europe (19 mai 2008) |
| No                                          | Titre                                       | Durée                                       |                                             |                                             |                                             |                                             |                                             |                                             |                                             |
| ------------------------------------------- | ------------------------------------------- | ------------------------------------------- | ------------------------------------------- | ------------------------------------------- | ------------------------------------------- | ------------------------------------------- | ------------------------------------------- | ------------------------------------------- | ------------------------------------------- |
| 12.                                         | Invisible                                   | 3:45                                        |                                             |                                             |                                             |                                             |                                             |                                             |                                             |
| 13.                                         | Pieces of Me                                | 3:37                                        |                                             |                                             |                                             |                                             |                                             |                                             |                                             |
| 14.                                         | Boyfriend                                   | 2:59                                        |                                             |                                             |                                             |                                             |                                             |                                             |                                             |
| 50:14                                       |                                             |                                             |                                             |                                             |                                             |                                             |                                             |                                             |                                             |

| Titre bonus - Walmart edition | Titre bonus - Walmart edition | Titre bonus - Walmart edition | Titre bonus - Walmart edition | Titre bonus - Walmart edition | Titre bonus - Walmart edition | Titre bonus - Walmart edition | Titre bonus - Walmart edition | Titre bonus - Walmart edition | Titre bonus - Walmart edition |
| No                            | Titre                         | Durée                         |                               |                               |                               |                               |                               |                               |                               |
| ----------------------------- | ----------------------------- | ----------------------------- | ----------------------------- | ----------------------------- | ----------------------------- | ----------------------------- | ----------------------------- | ----------------------------- | ----------------------------- |
| 12.                           | I'm Out                       | 3:47                          |                               |                               |                               |                               |                               |                               |                               |
| 43:50                         |                               |                               |                               |                               |                               |                               |                               |                               |                               |

| Titre bonus - Édition digitale iTunes | Titre bonus - Édition digitale iTunes | Titre bonus - Édition digitale iTunes | Titre bonus - Édition digitale iTunes | Titre bonus - Édition digitale iTunes | Titre bonus - Édition digitale iTunes | Titre bonus - Édition digitale iTunes | Titre bonus - Édition digitale iTunes | Titre bonus - Édition digitale iTunes | Titre bonus - Édition digitale iTunes |
| No                                    | Titre                                 | Durée                                 |                                       |                                       |                                       |                                       |                                       |                                       |                                       |
| ------------------------------------- | ------------------------------------- | ------------------------------------- | ------------------------------------- | ------------------------------------- | ------------------------------------- | ------------------------------------- | ------------------------------------- | ------------------------------------- | ------------------------------------- |
| 12.                                   | Follow You Wherever You Go            | 3:34                                  |                                       |                                       |                                       |                                       |                                       |                                       |                                       |
| 43:37                                 |                                       |                                       |                                       |                                       |                                       |                                       |                                       |                                       |                                       |